# Каньюдон
Каньюдон (англ. Canewdon) — деревня, расположенная в районе Рочфорд, графство Эссекс, на востоке Англии. Населённый пункт находится примерно в 4 милях (6,4 км) к северо-востоку от города Рочфорд, в то время как одноимённая община простирается на несколько миль по южной стороне реки Крауч.
Каньюдон расположен на одном из самых высоких холмов побережья Эссекса, с которого, из церкви Святого Николая Чудотворца, открывается прекрасный вид на устье Крауча. К востоку от деревни находится остров Валласи — водно-болотный заповедник дикой природы, популярный среди любителей парусного спорта.
Название Каньюдон происходит от древнеанглийских слов, означающих «холм народа Каны», а не, как иногда утверждают, от короля Кнуда Великого, который участвовал в битве при Ассандуне в 1016 году.

## История

### Доисторический период
Ряд исторических раскопок в Каньюдоне и его окрестностях отражают заселение этой местности, по крайней мере, с периода неолита (4000–2000 до н.э.). Например, при добыче гравия в начале XX века были обнаружены доисторические останки — клад топоров эпохи неолита и железного века. В Национальном морском музее выставлено весло бронзового века также обнаруженное в Каньюдоне.
Расположение Каньюдона в непосредственной близости к морю стало одним из определяющих факторов в ориентированности города на добычу и торговлю солью. С доисторических и древнеримских времён усадьбы и кладбища этого поселения располагались на возвышенностях. В 1712 году в деревне были найдены римские урны. Вдоль побережья располагались римские кургановые солеварни (с глиняными полами и дымоходами), возраст которых определили на основе оценки найденной римско-британской керамики. В древние времена соль использовалась в качестве пищевого ингредиента, при выпасе животных, в качестве рафинирующего вещества в металлургии, для пайки и в красителях.

### Средневековье
Считается, что название Каньюдон появилось на 400 лет раньше появления в этих краях датского короля Кнуда Великого, тем не менее этот район был местом стоянки древнего лагеря, использовавшегося королём во время битвы при Ассандуне неподалеку в Эшингдона в ходе его успешного вторжения в Эссекс в 1016 году. Считается, что на остатки лагеря Кнуда указывают сохранившиеся с тех времён траншеи между деревней и рекой.
Название Каньюдон происходит от саксонских слов «холм народа Каны», впервые задокументированного в Книге судного дня 1086 года как Карендуна (англ. Carenduna), в то время здесь проживало 28 семей. Свейн из Эссекса, сын Роберта Фиц-Вимарка, шерифа Эссекса между 1066 и 1086 годами, был основным землевладельцем района города Рочфорд. Каньюдон-холл, укреплённый особняк и центр средневекового поселения, был снесён в 1966 году. На этом его месте был построен Каньюдон-холл-клоуз.

### Нынешнее время
Местная экономика, основанная на прибрежной и кирпичной промышленности, а также сельском хозяйстве, пришла в упадок во второй половине XIX века. Вследствие этого сократилось население деревни: в 1801 году численность поселения составляла 569 человек, увеличившись до 723 в 1841 году и сократившись до 495 в 1901 году.
В 1915 году в деревне произошло резонансное событие. В результате взрыва после падения бомбы с дирижабля была убита местная жительница Агнес Морли, снаряд упал прямо на её дом. Она была первой женщиной, убитой на материковой части Великобритании и получившей «геройские» похороны. Это событие широко освещалось в газетах того времени.
Опасаясь надвигающейся войны с Германией, в 1937 году Королевские военно-воздушные силы Великобритании расположили в окрестностях Каньюдона одну из четырёх радиолокационных станций сети Chain Home, созданных для тестирования новых моделей РЛС трансмиссионного типа и последующего обнаружения низколетящих самолётов и оценки их диапазона нахождения. Подобные радиолокационные станции имели решающее значение для защиты от немецкой авиации во время Второй мировой войны. Информация с радаров и наблюдательных пунктов передавалась по подземным телефонным линиям в центральный пункт для последующего анализа возможных атак и их предупреждения.
В 1956 году каньюдонская радиолокационная вышка Canewdon Chain Home была перенесена в соседний Грейт-Баддоу, где её можно увидеть и поныне. Бункеры, располагавшиеся под вышкой, по прежнему находятся в Каньюдоне.
Во второй половине XX века началась активная жилищная застройка территории, в том числе строительство малогабаритных домов в 1960-х годах на юго-западе поселения. По данным переписи 2001 года в деревне расположены 588 домашних хозяйств, а её население составляет 1477 человек.

## Церковь
В конце главной деревенской улицы расположена приходская церковь святого Николая Чудотворца, возведённая в XIV веке на вершине холма с видом на реку Крауч. Её величественная башня (XV века постройки), простирается на многие мили вокруг, считается, что она построена была по приказу Генриха V после его победы в битве при Азенкуре. Во время правления королевы Елизаветы I башня использовалась в качестве навигационного пункта вдоль реки Крауч. В период Первой мировой войны её оборудовали под пункт наблюдения и сигнальный пост. К востоку от церкви находится старый деревенский замок и складские помещения.

## Легенды о колдовстве и привидениях
Считается, что Джордж Пикингилл (1816—1909), проживавший в деревне в конце XIX века, был народным искусником.
Самое раннее задокументированное обвинение в колдовстве в этой деревне, по-видимому, принадлежит Роуз Пай — старой деве, которая в 1580 году, согласно источникам, занималась ведовством и была обвинена в том, что в августе 1575 года заколдовала до смерти Джоанну Сноу (Johanna Snow или Johanne Snoweу) — 12-месячного ребёнка с фермы Скальдхерст в Каньюдоне. Дело было передано в суд, где Роуз не признала себя виновной. Несмотря на оправдание, Роуз осталась под стражей и умерла в тюрьме через несколько месяцев после вердикта. Пять лет спустя в колдовстве обвинили Сисели Макин, в итоге она так и не смогла найти пять человек, которые поклялись бы, что она не ведьма. После того, как истекли пять лет, данные судом Сисели на то, чтобы исправиться, её отлучили от церкви.
К концу XIX века Каньюдон приобрёл репутацию места, связанного с колдовством и чёрной магией. В этот период его часто называли «Деревней ведьм», и старались избегать возничие, опасаясь, что их повозки могут быть заколдованы.
Писатель Иэн Йетсли написал роман, основанный на легендах о распространённом в деревне колдовстве, под названием «The Curse of Cannow’s End» (опубликован в 2012 году). «Cannow’s End» — это анаграмма «Canewdon». В 2017 году последовало продолжение романа под названием «Return to Cannow’s End» (2017).